# Mateu Hereu
Mateu Hereu (s. XVII - segle xviii). Barber i conseller de Barcelona, partidari de la Casa d'Àustria durant la Guerra de Successió Espanyola.
Mateu Hereu era barber i com a tal realitzava les feines d'afaitar, treure queixals i fer sagnies; vivia amb el seu fill Mateu Hereu i Vilalta en el que avui en dia és el jaciment del Born. El 1703 fou extret conseller quint de Barcelona i durant la seva magistratura anual les reunions del col·legi de barbers passaren a fer-se a casa seva al Pla d'en Llull. Entre el 27 de maig i l'1 de juny de 1704 la flota anglo-holandesa intentà, sota el comandament de Georg von Hessen-Darmstadt, prendre el domini de Barcelona comptant amb la complicitat d'un grupuscle austriacista a l'interior de la ciutat. El complot fracassà i la flota aliada marxà de la ciutat. Poc després el conseller tercer, i partidari de Felip V, Honorat de Pallejà instà perquè es fessin públiques les ordres que s'havien donat per a la formació de la Coronela de Barcelona durant l'atac aliat. Lliurar dita informació públicament vulnerava el secret de les del·liberacions dels consellers de Barcelona i el Consell de Cent acabà resolent que Honorat de Pallejà fou suspès com a conseller. Aleshores el virrei borbònic de Catalunya Francisco Antonio Fernández de Velasco y Tovar va aconseguir de la cort de Madrid l'expedició d'un decret que obligava a la reintegració d'Honorat de Pallejà. Quan el novembre de 1704 els consellers de Barcelona escollits l'any anterior finalitzaren el seu mandat anual el virrei borbònic de Catalunya Francisco de Velasco va ordenà la detenció del qui havia estat el conseller en Cap Francesc Costa i Vinyola i del que havia estat conseller quint el barber Mateu Hereu. L'agost de l'any següent 1705 les tropes aliades tornaren a desembarcar davant Barcelona comptant amb el suport dels cabdills vigatans, els quals aconseguiren finalment que la guarnició militar borbònica de Barcelona es rendís i s'alliberaren els cabdills austriacistes empresonats pel virrei Velasco.